# Мердер, Алексей Иванович
Алексей Иванович Мердер (11 сентября 1861—1920) — русский историк, писатель, чиновник особых поручении при киевском, подольском и волынском генерал-губернаторах, камергер (1903), действительный статский советник (1907), предводитель дворянства Луцкого уезда, член Луцкого Крестовоздвиженского братства, свидетель по делу Бейлиса.

## Биография
Родился 11 сентября 1861 года. Сын шталмейстера, писателя и благотворителя Мердера Ивана Карловича, внук генерал-адъютанта, воспитателя императора Александра II Карла Карловича Мердера. Православного вероисповедания. Зачислен в пажи 24 апреля 1868 года, с 29 октября 1880 года камер-паж. 3 февраля 1881 года утвержден старшим камер-пажом в прапорщики лейб-гвардейского Преображенского полка.
25 мая назначен адъютантом командующего войсками Иркутского военного округа, с зачислением по армейской пехоте штабс-капитаном. 13 августа 1888 года назначен адъютантом к генерал-лейтенанту графу Игнатьеву по званию Иркутского генерал-губернатора . 5 ноября 1889 года назначен на туже должность к Киевскому, Подольскому и Волынскому генерал-губернатору.
29 января 1892 года зачислен в запас, с назначением младшим чиновником особых поручении при Киевском генерал-губернаторе. 23 сентября 1893 года назначен и.д старшего чиновника особых поручении. 1 января 1894 года Высочайше пожалован в звание камер-юнкера Двора Его Величества, за состоявшимся по выслуге лет производством из коллежского асессора в надворные советники. Утвержден в занимаемой должности 25 апреля 1895 года.
В 1906 году предводитель дворянства Луцкого уезда, с 1907 года член Луцкого Крестовоздвиженского братства. В 1910 году написал брошюру «Древности Луцка и его прошлое». Больше всего его интересовало киевское краеведение. В журнале «Киевская старина» за 1900—1906 появилось около 30 публикаций Мердера под рубрикой «Из архивных мелочей», которая касалась бытовой истории Киева первой половины — середины XIX вв. Печатался он и в «Киевских епархиальних ведомостях». Работая с документами архива генерал-губернатора, он выбирал из них документы для публикации в известном историческом журнале Украине того времени. Был близко знаком с И. Каманиним и О. Левицким создателем Киевской ученой архивной комиссии, которая отвечала за сохранность архивных источников Юго-Западного края. Он участвовал в подготовке постановления о создании этой комиссии в марте 1913 г., а в марте следующего 1914 г. стал её секретарем.
В 1911 году проходил свидетелем по делу Бейлиса.
Мердер много сделал для сохранения ведомственных провинциальных и губернских государственных архивов Правобережнои Украины. По иронии судьбы те дела, которые он отмечал в хозяйственном столе генерал-губернаторского архива как ценные для исследования культурной истории города и края, были преимущественно сданы в макулатуру и уничтожены в 1950—1960-х годах как не имеющие исторической ценности.
Как представитель «буржуазного класса» Мердер был арестован большевиками и расстрелян. Его память, как действительного члена ИТНЛ была отмечена специальным заседанием ИТНЛ под руководством председателя — Николая Василенко.